# دیوید واریلو
دیوید واریلو (انگلیسی: David Warrilow؛ ۲۸ دسامبر ۱۹۳۴ – ۱۷ اوت ۱۹۹۵) بازیگر اهل بریتانیا بود. برخی وی را یکی از بهترین مفسران آثار ساموئل بکت می‌دانند. وی دانش‌آموختهٔ دانشگاه ریدینگ بود.
از فیلم‌ها یا برنامه‌های تلویزیونی که وی در آن نقش داشته‌است، می‌توان به ارکستر سرخ، بارتون فینک، روزگار رادیو، چراغ‌های روشن، شهر بزرگ و سیمون اشاره کرد.